# Фагерстрём, Кристоффер
Кристоффер Кевин «Фагер» Фагерстрём (швед. Christoffer Fagerström; родился 29 сентября 1992 года в Венерсборге) —  шведский игрок в хоккей с мячом. 
Чемпион Швеции в возрастной группе до 20 лет (2012), победитель чемпионата мира в возрасте до 19 (2010) , серебряный призёр ЧМ-2011 (U23), обладатель Кубка России 2016 и Суперкубка России 2017. Чемпион России сезона 2016/2017.
Выступал за команды Blåsut BK, Vargöns BK и IFK Vänersborg, «Хаммарбю», «СКА-Нефтяник». 
С 2019 года игрок «Болльнеса».